# Szczep Szarej Siódemki im. gen. Mariusza Zaruskiego
Szczep Szarej Siódemki im. gen. Mariusza Zaruskiego – krakowski szczep drużyn harcerskich związany m.in. z I Liceum im. Bartłomieja Nowodworskiego w Krakowie. Współcześnie działa w ramach Związku Harcerstwa Rzeczypospolitej.
Siódemka jest jedną z najstarszych drużyn w Polsce(zaraz za 6KDH). Najstarsza drużyna VII KDH istnieje od 1917 roku – w 2007 roku odbyły się oficjalne obchody 90-lecia. Szczep należy do Unii Najstarszych Drużyn Harcerskich Rzeczypospolitej.

## Historia
- 1917 – Założenie VII Krakowskiej Drużyny Harcerskiej – zastęp „Czarnych Wilków” otrzymuje zadanie zorganizowania nowej drużyny.
- 1918 – Józef Grzesiak wraz z „Czarnymi Wilkami” opuszcza VII i zakłada słynną Czarną Trzynastkę. Połączenie X Krakowskiej Drużyny Skautowej im. T.Reytana z VII KDH im. Zawiszy Czarnego. Powstaje VII KDH im. Tadeusza Reytana.
- 1939 – Harcerze pełnią służbę przy utrzymywaniu porządku i łączności. Podczas wojny starsi harcerze i wychowankowie zostają zmobilizowani do wojska, walczą w Szarych Szeregach i AK.
- 1950 – Formalna likwidacja harcerstwa. Wielu harcerzy Siódemki utrzymuje ze sobą kontakt w Sekcji Kolarskiej PTTK.
- 1956 – Przekształcenie Sekcji na nieoficjalną, a od grudnia oficjalną drużynę.
- 1971 – Wspólnym wysiłkiem kadry szczepu trwa budowa „Bene” – chaty na Jaworzynie Obidowskiej.
- 1989 – Wystąpienie ze struktur ZHP. Początkowo Siódemka działa w ramach ZHP-1918, a po zjednoczeniu w Związku Harcerstwa Rzeczypospolitej.

## Drużynowi drużyny im. Tadeusza Reytana
- 1917–1918 – Antoni Sarna – VII KDH na Nowej Wsi
- 1917–1919 – Józef Marszałek – X KDH im. Tadeusza Reytana
- 1919 – Józef Wowk
- ? – 1921 – Tadeusz Bielecki
- 1921–1924 – Józef Marszałek
- 1924–1925 – Józef Mędyk
- 1925–1926 – Tomasz Szczygielski
- ? – Józef Garbacik
- ? – Tadeusz Wąsowicz
- 1928–1929 – Kazimierz Karcz
- 1929 – Zbigniew Popiel
- 1929–1932 – Zdzisław Ciętak
- 1932 – Tadeusz Tworzydło
- 1932–1933 – Eugeniusz Żółkoś
- 1933–1934 – Jan Sławiński
- 1934–1937 – Tadeusz Boy
- 1937 – Zbigniew Mizia
- 1937–1938 – Zbigniew Harlender
- 1938–1939 – Jan Ryblewski
- 1939 – Tadeusz Tabeau
- 1943–1944 – Roman Kozłowski ps. „Kosynier” – VII Drużyna Zawiszy Szarych Szeregów
- 1945 – Jacek Wojewski
- 1945–1946 – Tomasz Mańkowski – 7/II KDH
- 1945–1948 – Stanisław Rybicki – 7/I KDH
- 1948–1950 – Józef Wilk
- 1956–1957 – Jan Oramus – VII KDH 'Wędrowne Ptaki'
- 1957–1959 – Jerzy Włoch – VII KDH 'Wędrowne Ptaki'
- 1959–1960 – Bogdan Muryn – VII KDH 'Wędrowne Ptaki'
- 1959–1960 – Maciej Kuśnierz – VII KDH 'Łaziki'
- 1959–1960 – Krzysztof Duda – VII KDH 'Włóczęgi'
- 1960–1961 – Krzysztof Duda – VII KDH 'Łaziki' + 'Włóczęgi' + 'Wędrowne Ptaki'
- 1961–1966 – Józef Wiatr
- 1966–1967 – Jan Widacki
- 1967–1968 – Krzysztof Görlich

1968 – Lucjan Dudek
- 1968–1969 – Włodzimierz Wątor
- 1969–1971 – Tadeusz Czekaj
- 1971–1972 – Mikołaj Kornecki
- 1972–1973 – Jacek Krupa
- 1973–1975 – Halina Sobczak – VII KDH im. Tadeusza Reytana + 7 KDH im. Jagusi Orłowicz
- 1975–1976 – Zuzanna Syrek
- 1976–1977 – Tadeusz Kociszewski
- 1977–1978 – Łukasz Brzózka
- 1978–1980 – Krzysztof Korcala
- 1980 – Katarzyna Wołoszyn
- 1980–1981 – Lidia Milcz
- 1981–1982 – Joanna Kwinta
- 1982 – Małgorzata Kumorowicz
- 1982–1986 – Marcin Ślęzak
- 1986–1988 – Piotr Pawlik
- 1988–1990 – Grzegorz Kreiner
- 1990–1991 – Aleksander Tomasz Olszowski
- 1991–1993 – Wojciech Mlost
- 1993–1995 – Piotr Popławski
- 1995–1998 – Piotr Turkiewicz
- 1998–2000 – Paweł Gruszecki
- 2000–2002 – Tomasz Gacek
- 2002–2005 – Marcin Snoch
- 2005–2008 – Mikołaj Prochownik
- 2008–2010 – Wojciech Snoch
- 2010–2012 – Bartek Krobicki
- 2012–2015 – Bartłomiej Famulski
- 10.11.2015–15.10.2016 – Piotr Rząsa
- 15.10.2016–2019 – Aleksander Henryk Olszowski

## Szczepowi
- 1945 Zdzisław Kornas
- 1956–1957 Aleksander Haupt
- 1957–1960 Krzysiek Szczygieł
- 1966–1967 Krzysiek Duda
- 1967–1968 Marek Grzywa
- Włodek Wątor
- Henryk Liszka
- 1969–1970 Marek Widłak
- 1970–1973 Tadek Czekaj
- 1973–1976 Jasiu Guśpiel
- 1976–1979 Halina Bublińska
- 1979–1982 Wojtek Starowieyski
- 1982–1985 Darek Miśkowiec
- 1985–1988 Marek Gorgoń
- 1988–1990 Zbyszek Gurgul
- 1990–1992 Wojtek Ziajka
- 1992–1995 Marcin Ćwik
- 1995–1997 Piotr Popławski
- 1997–2000 Agnieszka Drozdowicz
- 2000–2005 Paweł Guśpiel
- 2005–2009 Marta Ćwik
- 2009–2012 Mikołaj Prochownik
- 2012–2013 Paweł Guśpiel
- 2013–2016 Michał Musiał
- 2016–2017 Marek Górecki
- 2017–2019 Jan Dziadek
- 2019–2022 Mateusz Rymar
- 2022–2024 Krystyna Bukowska
- od 2024 Piotr Ślęzak

## Drużyny szczepu
- 7 Krakowska Drużyna Wędrowniczek „Wataha”
- 7 Krakowska Drużyna Wędrowników "Reytan"
- 7 Krakowska Drużyna Harcerzy im. Tadeusza Boya „Czerwone Berety”
- 7 Krakowska Drużyna Harcerzy im. Tadeusza Boya „Komandosy”
- 7 Krakowska Drużyna Harcerzy im. Tadeusza Boya „Desantowcy”
- 7 Krakowska Drużyna Harcerek im. Marii Skłodowskiej-Curie „Wędrowne Ptaki”
- 7 Krakowska Drużyna Harcerek im. Marii Skłodowskiej-Curie „Ptaki Puszczy”
- 7 Krakowska Drużyna Harcerek im. Marii Skłodowskiej-Curie „Ptaki Północy”
- 7 Krakowska Gromada Zuchów „Orle Bractwo”
- 7 Krakowska Gromada Zuchenek „Chabrowe Bractwo”